# Prosopis pubescens
Prosopis pubescens, mezquite dulce o tornillo, és una arbust o arbret que és planta nativa de les regions àrides de Mèxic, (Baja California, Chihuahua, Coahuila  i Sonora) i del sud-est dels Estats Units (de Texas a Califòrnia).

## Descripció
Té el tronc de color bru clar, les fulles compostes i els fruits en llegum comestible i nutritiva (utilitzats tradicionalment pels amerindis). Arriba a fer 8 m d'alt.

### Valor nutricional aproximat de la pols del llegum deProsopis pubescens
- Proteïna: 16%
- Lípids: 3,4%
- Calories: 380/100 g
- Fibra: 36%

Minerals, per 100 g:
- Bari: 3,7 mg
- Bor: 3,2 mg
- Calci: 520 mg
- Crom: 0,12 mg
- Cobalt: 0,03 mg
- Coure: 0,8 mg
- Ferro: 18 mg
- Magnesi: 140 mg
- Manganès: 2,3 mg
- Molibdè: 0,05 mg
- Fòsfor: 215 mg
- Potassi: 1712 mg
- Sodi: 12 mg
- Sofre: 222 mg
- Zinc: 3 mg

## Fotografies

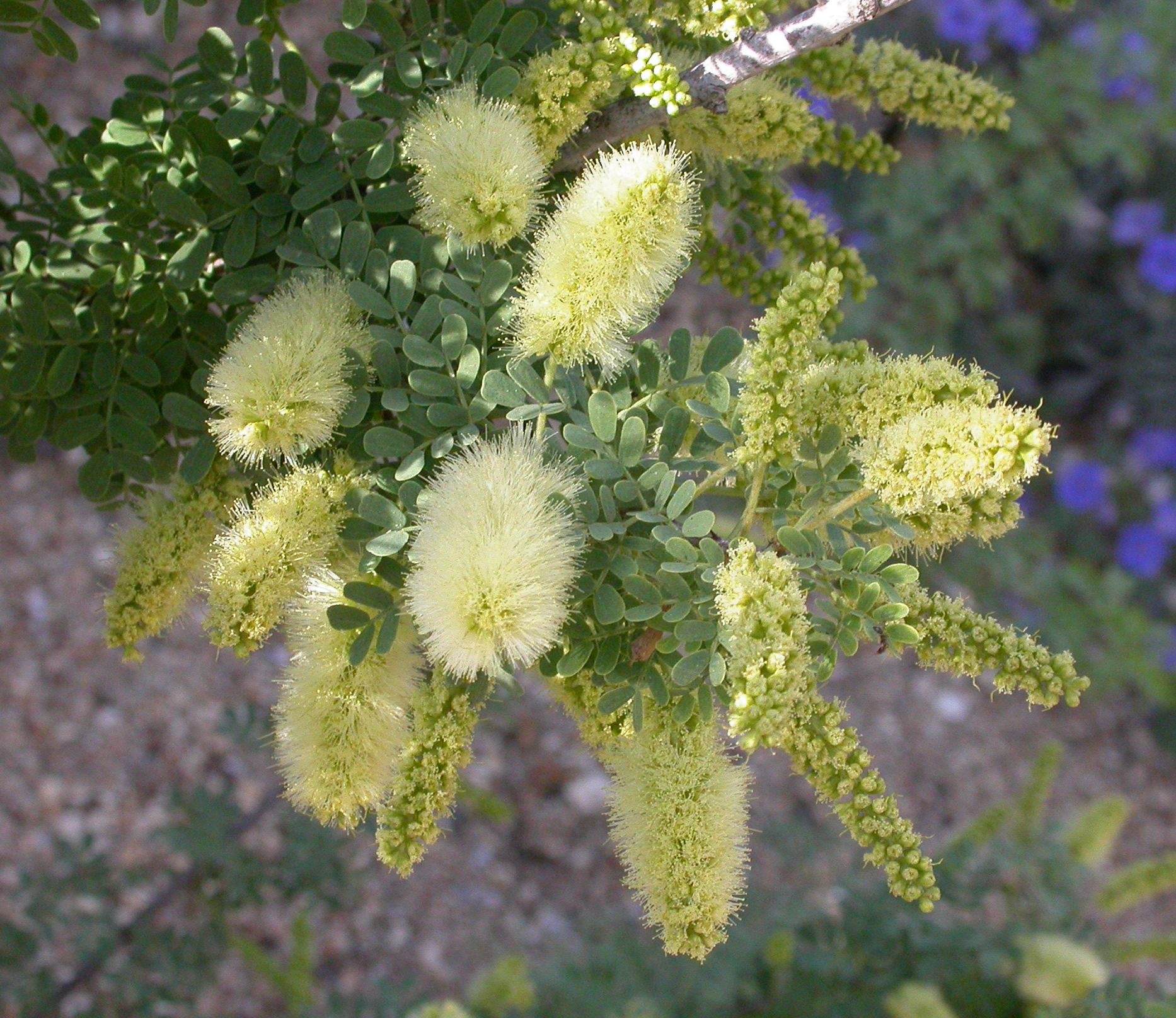
Flors
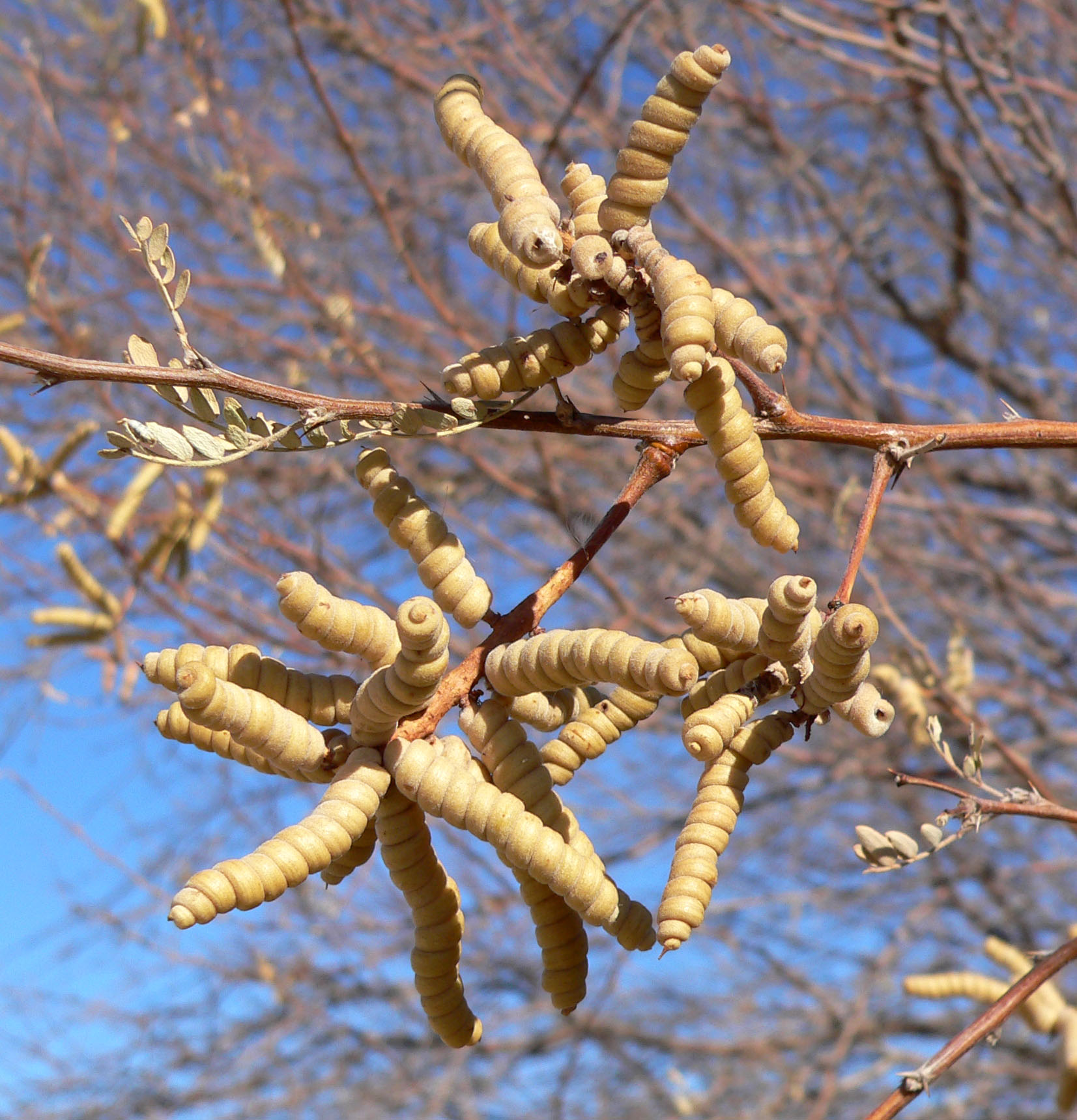
Fruit al desembre